# Hans van de Haar
Johannes Gerhard van de Haar, detto Hans (Amersfoort, 1º febbraio 1975), è un allenatore di calcio ed ex calciatore olandese, di ruolo attaccante.

## Palmarès

### Giocatore

#### Competizioni nazionali
- Coppa dei Paesi Bassi: 1

Utrecht: 2003-2004
- Supercoppa dei Paesi Bassi: 1

Utrecht: 2004